# Guatteria ucayaliana
Guatteria ucayaliana är en kirimojaväxtart som beskrevs av Friedrich Ludwig Diels. Guatteria ucayaliana ingår i släktet Guatteria och familjen kirimojaväxter. Inga underarter finns listade i Catalogue of Life.